# فرار کن شیطان، فرار کن
«فرار کن شیطان، فرار کن» تک‌آهنگی از گرلز جنریشن است که به عنوان تک‌آهنگی از آلبوم بازپخش آنها به نام «فرار کن شیطان، فرار کن» در ۱۷ مارس ۲۰۱۰ منتشر شد. این آلبوم بازپخش دومین آلبوم آنها، «اوه!» بود. نسخهٔ ژاپنی آن در ژانویهٔ ۲۰۱۱ منتشر شد و بعدها همراه با «آقای تاکسی» به عنوان سومین تک‌آهنگ آلبوم ژاپنی آنها، «گرلز جنریشن» منتشر شد.

## سابقه
«فرار کن شیطان، فرار کن» توسط الکس جیمز، باس‌بی، و کاله انگستروم نوشته شده‌است. در سال ۲۰۰۸، خوانندهٔ آمریکایی، کشا، نسخهٔ آزمایشی این ترانه را خواند که به اینترنت درز کرد. این آهنگ برای گرلز جنریشن به اس.ام. انترتینمت داده شد. در سال ۲۰۱۱، گرلز جنریشن یک نسخهٔ ژاپنی از این ترانه ضبط کرد که به همراه «آقای تاکسی» منتشر شد.

## جایگاه در جدول
اولین شماره یک این ترانه در بانک موسیقی شبکهٔ کی‌بی‌اس بود، جایی که آهنگ «لوپن» از کارا و «اشتباه کردم» از گروه ۲ای‌ام را شکست داد. بیش از این، «فرار کن شیطان، فرار کن» برای دو هفته در صدر جدول تک‌آهنگ‌های دیجیتال گائون بود.